# Zandoerle

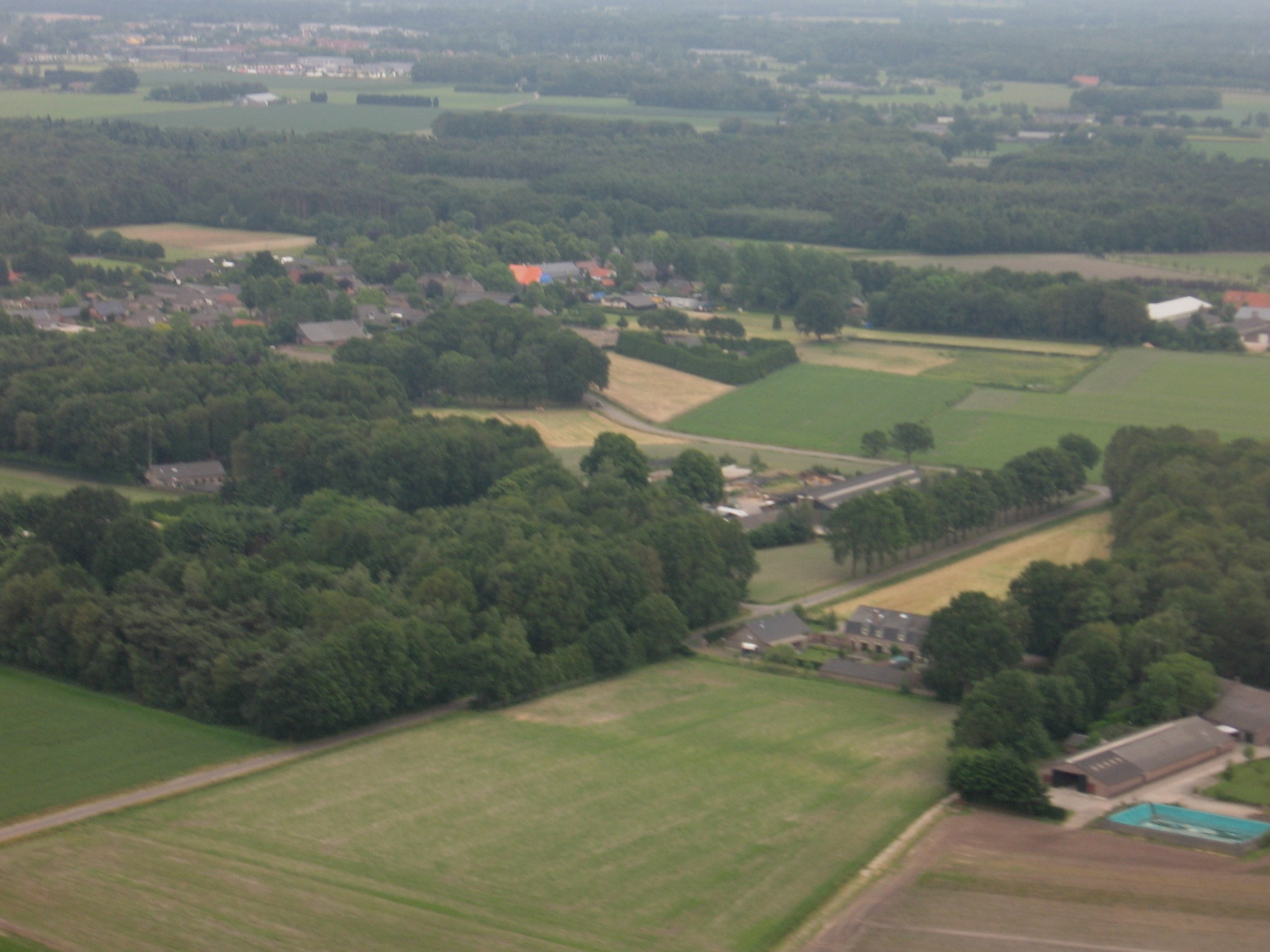
Zandoerle vu du ciel

Zandoerle, localement Zandoers, est un hameau situé dans la commune néerlandaise de Veldhoven, dans la province du Brabant-Septentrional. Le 31 décembre 2006, le hameau comptait 124 habitants.

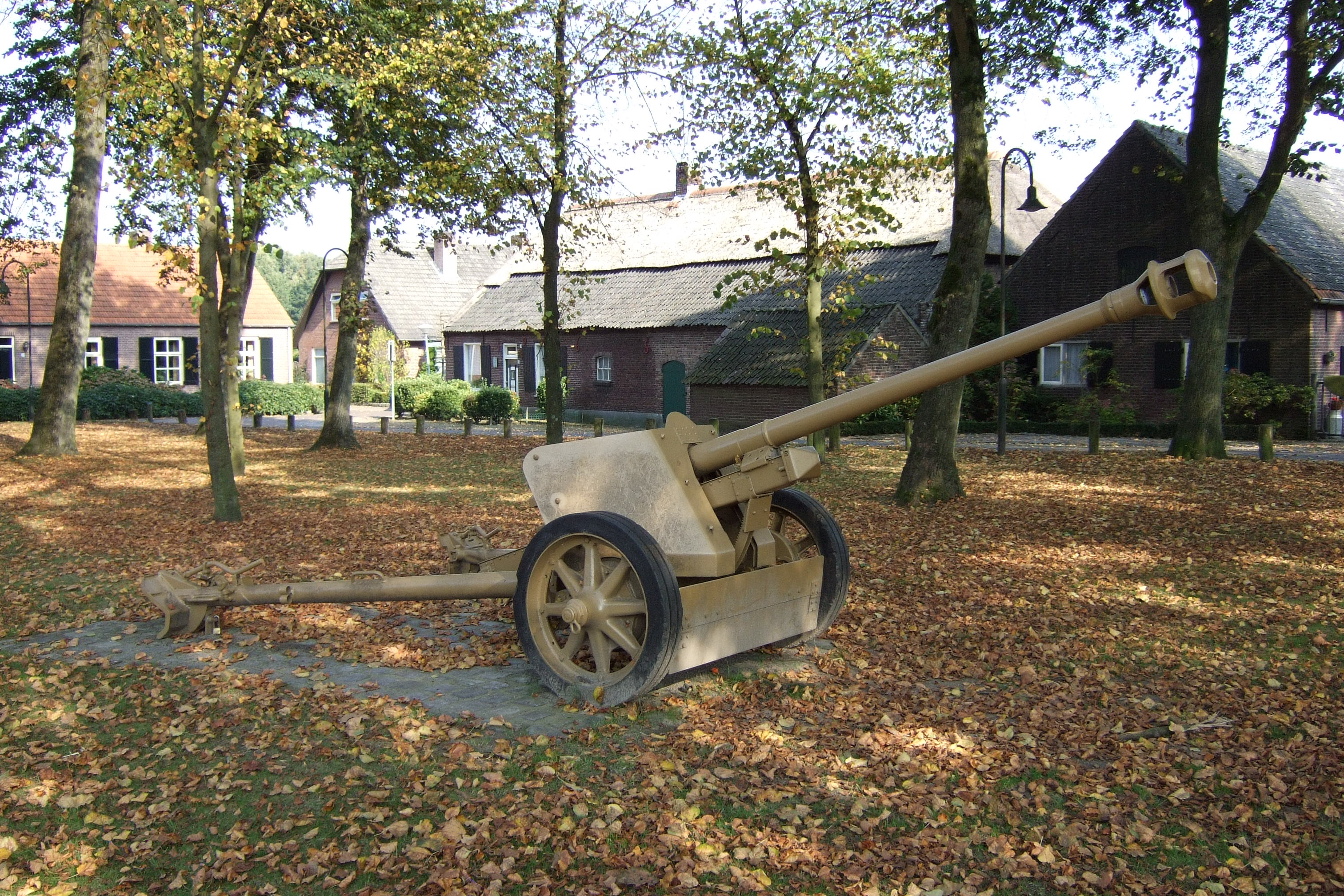
Place centrale du hameau, avec son canon vestige de la Seconde Guerre mondiale